# 白粿
白粿是一种粿，为闽菜中的一道菜肴，也是福建福州、南平、宁德、莆田地区的一种过节时候爱吃的菜肴，也是当地人赠送亲朋好友的主要礼品之一，其韧性、粘性、香味都比较好。
白粿用白棱米（粳米的一种）做成。先用水把白棱米浸泡，再放入蒸笼炊熟。待其熟透，加入少许盐巴，放入石臼里面捣，同时不时向里面喷入熟的花生油。最后趁热将其拿出，或用手将其搓成条形，或用粿印将其印成条形。
白粿一般有两种吃法：一种是炒着吃，另一种是煮着吃。炒白粿往往要加糖。
白粿与台湾的黏糕比较相似。不过，白粿与年糕并不一样，当地人只把有甜味的粿称为年糕。